# 雷鳥神機隊 (電影)
《雷鳥神機隊》（英語：Thunderbirds）是一部2004年法國、英國和美國合拍的科幻動作冒險片，改編自1960年代傑瑞和西維亞·安德森夫妻（當時）所創作的同名電視劇；講述國際救援組織（International Rescue）的秘密基地遭受犯罪份子胡德入侵並佔領，唯有年輕的艾倫·崔西和朋友們才能挽救一切。電影由強納森·法瑞克斯執導，威廉·奧斯本及麥可·麥庫勒斯編寫劇本，比爾·派斯頓、安東尼·愛德華、索菲亚·迈尔斯、羅恩·庫克、布拉迪·科貝特、索倫·富爾頓（Soren Fulton）、凡妮莎·哈金斯以及班·金斯利主演。
本片與原版電視劇使用的結合木偶戲和比例模型特效「超級木偶劇」拍攝方式不同，而改採CGI特效與實景拍攝。
《雷鳥神機隊》2004年7月20日英國上映，7月30日美國上映；在影評界遭到普遍負評，單薄的劇情和對木偶的貶低受到批評，更成為票房炸彈。原創者之一傑瑞·安德森也對本片持否定態度，稱其為「一生中見過最大坨的垃圾」；但傑瑞的前妻西維亞·安德森則持相反意見，認為這部電影是對原版電視劇的「偉大致敬」。話雖如此，在日本上映本作時是動用了著名男子組合V6為崔西六父子配音和演唱了日本版主題曲〈サンダーバード-your voice-〉，加上原著是對日本特攝發展有著深厚影響，在這股情懷下創下10億日元的票房。
電影配樂包含霸子樂團的歌曲〈雷鳥神機隊／3AM〉，該歌在英國單曲排行榜上名列第一，後來獲得了2004年英國年度最佳唱片獎。

## 演員
- 布拉迪·科貝特飾演艾倫·崔西（英语：Alan Tracy）
- 比爾·派斯頓飾演傑夫·崔西（英语：Jeff Tracy）
- 班·金斯利飾演胡德（英语：Hood (Thunderbirds)）
- 凡妮莎·哈金斯飾演西西·貝拉甘特（英语：Tin-Tin Kyrano）
- 索倫·富爾頓（Soren Fulton）飾演費馬·哈肯貝克（Fermat Hackenbacker）
- 索菲亚·迈尔斯飾演潘妮洛普·克雷頓-華德夫人（英语：Lady Penelope Creighton-Ward）
- 羅恩·庫克（英语：Ron Cook）飾演艾羅西斯·派克（英语：Aloysius Parker）
- 安東尼·愛德華飾演雷·「布瑞斯」·哈肯貝克（英语：Brains (Thunderbirds)）
- 菲利普·溫徹斯特飾演史考特·崔西（英语：Scott Tracy）
- 萊克斯·夏普內爾（英语：Lex Shrapnel）飾演約翰·崔西（英语：John Tracy (Thunderbirds)）
- 多米尼克·科倫索（英语：Dominic Colenso）飾演維吉·崔西（英语：Virgil Tracy）
- 班·托格森（Ben Torgersen）飾演戈登·崔西（英语：Gordon Tracy）
- 巴斯克·帕特爾（Bhasker Patel）飾演奇拉諾·貝拉甘特（英语：Kyrano）
- 哈維·維爾迪（英语：Harvey Virdi）飾演奧娜哈（Onaha）
- 道比·歐帕瑞飾演馬蘭（Mullion）
- 蘿絲·基岡（英语：Rose Keegan）飾演陳索姆（Transom）

## 延伸閱讀
- Hughes, David. . . Chicago Review Press. 2001: 206–220. ISBN 978-1-55652-449-3.

## 外部連結
- 互联网电影数据库（IMDb）上《雷鳥神機隊》的资料（英文）
- AllMovie上《雷鳥神機隊》的资料（英文）
- Box Office Mojo上《雷鳥神機隊》的資料（英文）
- Metacritic上《雷鳥神機隊》的資料（英文）
- 爛番茄上《雷鳥神機隊》的資料（英文）